# 強烈熱帶風暴鳳凰 (2019年)
強烈熱帶風暴鳳凰（英語：Severe Tropical Storm Fung-wong，國際編號：1927，聯合颱風警報中心：WP282019，菲律賓大氣地球物理和天文服務管理局：Sarah）是2019年太平洋颱風季第27個被命名的熱帶氣旋。「鳳凰」一名由香港提供，即當地勝景鳳凰山。

## 發展過程
11月18日上午1時15分，一個熱帶擾動在關島附近海域生成，美國海軍研究實驗室給予擾動編號93W。上午8時，日本氣象廳將其升為熱帶低氣壓。下午3時半，聯合颱風警報中心將其評級提升為「中」。
11月19日上午6時，聯合颱風警報中心將其評級提升為「高」，並對其發布熱帶氣旋形成警報。上午9時，日本氣象廳對其發布烈風警報。同時，台灣中央氣象局將其升格為熱帶性低氣壓，給予編號33，並對其發布路徑預測。下午11時，聯合颱風警報中心將其升為熱帶性低氣壓，給予熱帶氣旋編號28W。
11月20日上午8時，日本氣象廳將其升格為熱帶風暴，給予國際編號1927，並命名「鳳凰」。下午2時，香港天文台將其升格為熱帶風暴。
11月21日凌晨2時，日本氣象廳將其升格為強烈熱帶風暴。下午2時，聯合颱風警報中心將其升格為颱風。
11月23日上午2時，日本氣象廳將其降為熱帶低氣壓。上午5時，聯合颱風警報中心對其發布最後警告。
11月25日下午2時，日本氣象廳認為其已消散。

## 影響

### 菲律賓
當地發出之最高颱風警報：一號風暴信號
由於該系統預測會增強至颱風強度，並移動至巴士海峽海域，對呂宋島北部構成威脅，菲律賓大氣地球物理和天文服務管理局於11月20日上午5時對卡加煙省及伊莎貝拉省發出一號風暴信號。但由於該系統的路徑偏東，對該國陸地已無任何影響，且該系統的強度快速回落，菲律賓大氣地球物理和天文服務管理局於22日上午5時解除所有風暴信號。

### 臺灣
受到強烈熱帶風暴鳳凰外圍環流影響，臺灣東北部有大豪雨發生。

## 熱帶氣旋警告使用記錄

### 菲律賓
| 菲律賓大氣地球物理和天文服務管理局 風暴信號 | 菲律賓大氣地球物理和天文服務管理局 風暴信號 | 菲律賓大氣地球物理和天文服務管理局 風暴信號 |
| ------------------------------------------- | ------------------------------------------- | ------------------------------------------- |
| 上一熱帶氣旋                                | 一號風暴信號                                | 下一熱帶氣旋                                |
| 颱風海鷗                                    | 一號風暴信號                                | 颱風北冕                                    |

## 外部連結
| 太平洋颱風季             |
| 主題頁 - 專題 - 編輯指南 |

- （日語）日本氣象廳首頁 （页面存档备份，存于）
- （英文）美國聯合颱風警報中心首頁 （页面存档备份，存于）
- （简体中文）中國國家氣象中心首頁 （页面存档备份，存于）
- （繁體中文）臺灣中央氣象局首頁 （页面存档备份，存于）
- （繁體中文）香港天文台首頁 （页面存档备份，存于）
- （繁體中文）澳門地球物理暨氣象局首頁 （页面存档备份，存于）
- （英文）菲律賓大氣地球物理和天文管理局首頁 （页面存档备份，存于）